# Фарид Закарија
Фарид Рафик Закарија (енгл. Fareed Rafiq Zakaria, рођен 20. јануара 1964) је амерички новинар и писац рођен у Индији. Домаћин је Си-Ен-Енове емисије Fareed Zakaria GPS и колумниста Вашингтон поста. Био је колумниста Њузвика и уредник Њузвик интернешнела, те касније уредник часописа Тајм. Аутор је три књиге, од којих су две међународни бестселери. Живи у Њујорку.